# Lišov (Krupina)
Lišov es un municipio del distrito de Krupina en la región de Banská Bystrica, Eslovaquia, con una población estimada a final del año 2024 de 215 habitantes.
Se encuentra ubicado al oeste de la región, sobre los montes Centrales Eslovacos (Cárpatos occidentales), a poca distancia al sur del río Hron —un afluente izquierdo del Danubio— y al este de la región de Nitra.

## Demografía
| Año        | 1994 | 2004     | 2014     | 2024    |
| ---------- | ---- | -------- | -------- | ------- |
| Población  | 237  | 268      | 232      | 215     |
| Diferencia |      | +13,08 % | −13,43 % | −7,32 % |

| Año        | 2023 | 2024    |
| ---------- | ---- | ------- |
| Población  | 219  | 215     |
| Diferencia |      | −1,82 % |